# 玛尔古塔街
41°54′32″N 12°28′45″E / 41.90889°N 12.47917°E

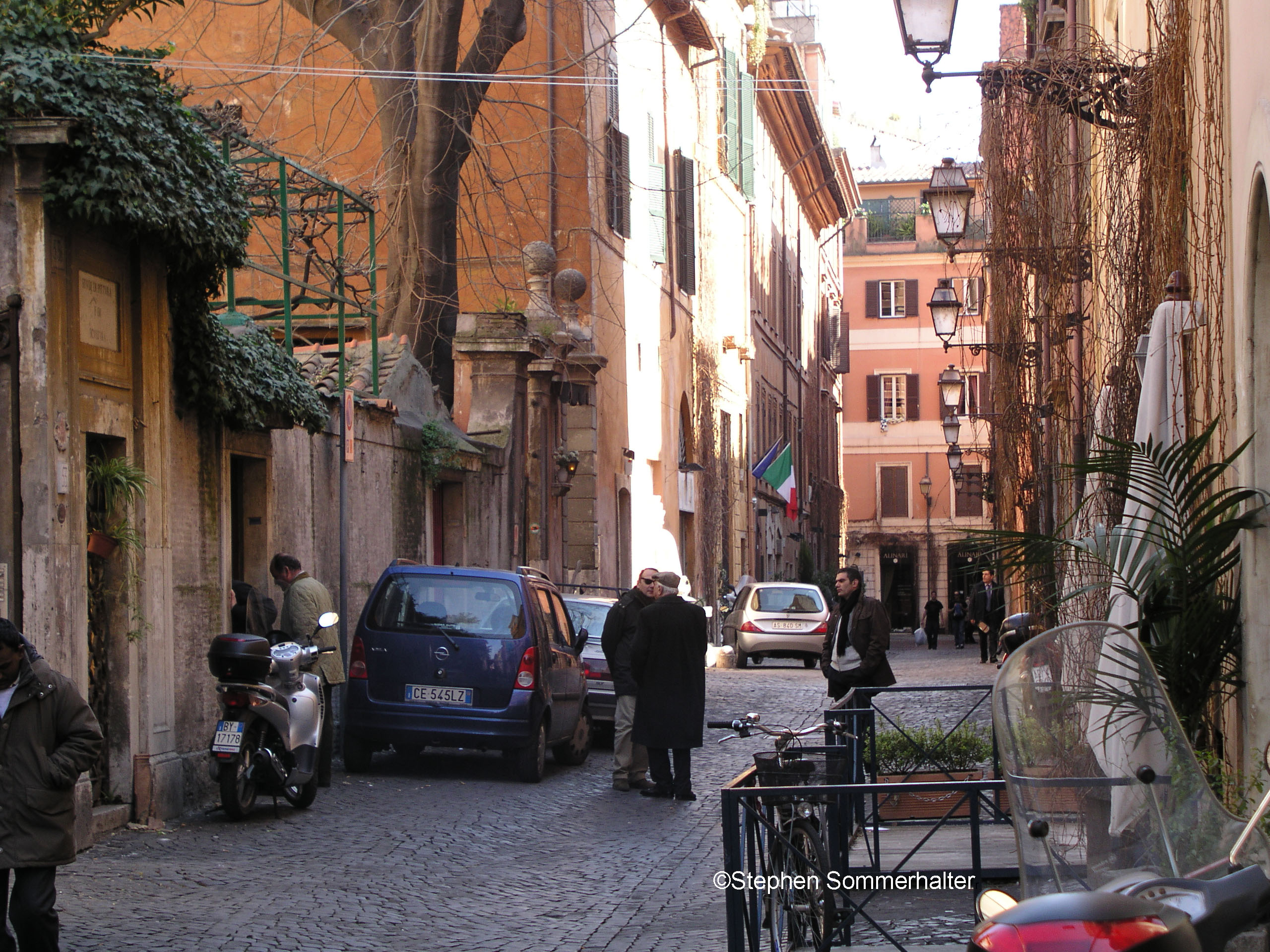
玛尔古塔街

玛尔古塔街（Via Margutta）是罗马市中心一条狭窄的街道，靠近人民广场、狒狒街，这一带的街区也被称为“外国人区”。蘋丘就在附近。玛尔古塔街原本是工匠、作坊和马厩的平凡社区，但现在有许多艺术画廊和时尚餐厅。 
在电影《罗马假日》上映之后，玛尔古塔街发展成为一个独特的社区，有许多名人居住，如电影导演费德里柯·费里尼。

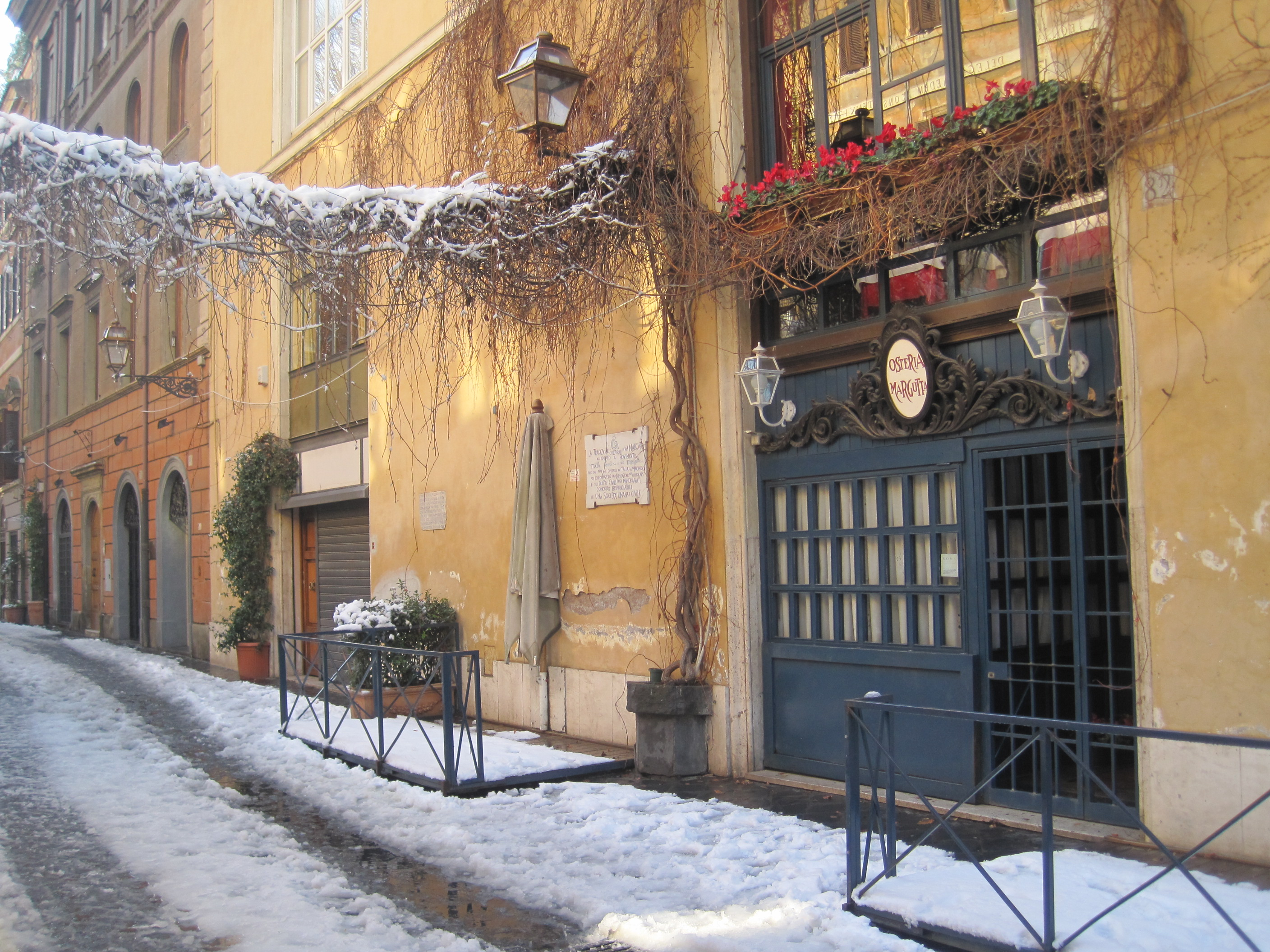
2012年2月4日雪后